# Psicosociología laboral
La psicosociología laboral es una de la técnica de prevención de riesgos laborales dedicada a controlar los aspectos relativos al trabajo que causan insatisfacción e incomodidad en el ambiente laboral. En esta técnica se estudian tanto el ambiente de trabajo como la interacción del trabajador con otros individuos. Por ejemplo, se analizan distintos aspectos como el contenido del trabajo a realizar, la organización, el horario del trabajador, el ritmo de trabajo, las pausas, así como otro tipo de temas relacionados con la persona como pueden ser la carga mental, las relaciones interpersonales y laborales.
Cuando estas condiciones son inadecuadas, deficientes o desfavorables, ya sea por un mal diseño o una incorrecta implementación en la organización, tienden a interactuar con las expectativas, necesidades, capacidades o actitudes de los empleados. Esto puede afectar negativamente su seguridad, salud y bienestar, convirtiéndose en factores de riesgo que requieren ser gestionados. Para ello, es fundamental evaluarlos e implementar estrategias de prevención adecuadas con el fin de eliminarlos, reducir su impacto o mantenerlos bajo control.

## Legislación
La Ley de Prevención de Riesgos Laborales (LPRL, cap. 1, art. 2) de España establece como principio fundamental la prevención de cualquier riesgo profesional para proteger la seguridad y la salud de los trabajadores, eliminando o reduciendo los peligros derivados del entorno laboral. Este principio abarca todo tipo de riesgos, pero la percepción del peligro varía considerablemente cuando se comparan riesgos físicos obvios, como caídas o atrapamientos, con riesgos psicosociales, tales como el estrés o la violencia en el trabajo. Aunque ambos pueden ser igualmente perjudiciales para la salud, los riesgos psicosociales suelen pasar desapercibidos, y las afecciones a la salud se atribuyen más a vulnerabilidades individuales. Esto refleja una falta de concienciación en torno a estos riesgos entre los principales actores implicados en la prevención, como empresarios, trabajadores y técnicos.
El aumento de la importancia de los riesgos psicosociales está vinculado al crecimiento del sector servicios, donde su prevalencia es especialmente alta, aunque también se presentan en otros sectores. La disminución de accidentes laborales ha ido acompañada de un aumento notable en problemas psicológicos. Por ejemplo, el estrés laboral es el segundo problema de salud relacionado con el trabajo más común en Europa, después de los trastornos musculoesqueléticos (Agencia Europea para la Seguridad y la Salud en el Trabajo, 2014). En España, se estima que el 59% de los trabajadores experimentan estrés laboral, con una media de entre 15 y 30 días de baja por esta causa.
Asimismo, los cambios en la organización y gestión del trabajo, como el teletrabajo o la flexibilidad, han propiciado la aparición de riesgos psicosociales emergentes, tales como la adicción al trabajo y el presentismo. Un estudio prospectivo de la Agencia Europea para la Seguridad y la Salud en el Trabajo (2018) predice que para 2025 los factores psicosociales se volverán aún más relevantes, debido al impacto de la digitalización, la robótica y la inteligencia artificial en la organización del trabajo. Se prevé un aumento del estrés laboral relacionado con la disponibilidad constante, la confusión de los límites entre la vida personal y laboral, y la economía de plataformas digitales.

## Definición
Los factores psicosociales en el trabajo son condiciones organizativas que pueden influir en la salud de los empleados, de manera tanto positiva como negativa. Aspectos como la cultura organizacional y el liderazgo pueden dar lugar a condiciones laborales que mejoren o deterioren el bienestar de los trabajadores. Cuando estas condiciones son disfuncionales, generan respuestas de ansiedad que se convierten en riesgos psicosociales, afectando la salud y bienestar de los empleados.
No se debe confundir los factores de riesgo psicosocial con los riesgos psicosociales propiamente dichos. Un riesgo psicosocial es una situación, evento o circunstancia que surge del diseño del trabajo, la organización o la gestión del mismo, y que tiene el potencial de causar daño psicológico o físico a los trabajadores. Los riesgos psicosociales tienen algunas características distintivas, como afectar los derechos fundamentales del trabajador, influir en la salud mental y estar moderados por otros factores.
Los riesgos psicosociales emergentes surgen de nuevos procesos o tecnologías. Entre ellos, destacan las nuevas formas de contratación, el envejecimiento de la fuerza laboral, la intensificación del trabajo, la elevada demanda emocional y el conflicto entre la vida personal y laboral.

## Objetivos y riesgos

### Objetivos
El principal objetivo es mejorar la calidad de vida de los trabajadores y con ello conseguir un mayor éxito en la empresa.
Cómo conseguirlo:
- Identificar factores que puedan afectar negativamente a la salud, el bienestar y el desempeño de los trabajadores.
- Diseñar políticas que promuevan un ambiente saludable entre los trabajadores.
- Desarrollar estrategias y técnicas para mejorar el rendimiento laboral a partir de la mejora del bienestar de los trabajadores.

### Riesgos
Los riesgos psicosociales pueden tener grandes consecuencias en la salud tanto física como mental de los trabajadores, así como para su rendimiento que también puede verse afectado y hacer que disminuya la productividad de la empresa. Además, los riesgos psicosociales también pueden afectar al clima laboral y a la cultura organizacional y eso derivar en problemas de lealtad e insatisfacción de los empleados y por supuesto, a la imagen y la reputación de la empresa. 
Así pues, estos riesgos pueden ser de naturaleza emocional, social u organizacional y pueden incluir factores como:
- Sobrecarga de trabajo
- Falta de autonomía
- Estrés
- Falta de formación del trabajador
- Ambigüedad o conflicto de rol
- Excesiva responsabilidad
- Malas relaciones interpersonales
- Circunstancias peligrosas (donde se incluye el acoso laboral)
- Poca valoración
- Exigencias excesivas

## Prevención
La gestión de los riesgos laborales está íntimamente ligada al comportamiento humano. Una gestión eficiente de la prevención no solo reduce accidentes y enfermedades profesionales, sino que también disminuye los costes asociados a estos problemas. En Europa, el estrés laboral tiene un coste anual estimado de 705 mil millones de euros, por lo que invertir en la reducción de estos riesgos mejora tanto la salud de los trabajadores como la productividad empresarial (Agencia Europea para la Seguridad y la Salud en el Trabajo, 2009). Cada euro invertido en la prevención puede generar un retorno de hasta cinco euros.
El desarrollo de una cultura de seguridad dentro de las organizaciones es fundamental para consolidar prácticas laborales seguras. Esto incluye promover una mayor conciencia individual sobre los riesgos laborales y su impacto en la salud de los trabajadores y en la calidad de los productos y servicios que ofrece la empresa. Además de reducir los accidentes, una cultura de seguridad fuerte puede mejorar la productividad y competitividad de las organizaciones.
Las estrategias preventivas se centran, en gran medida, en mejorar los sistemas de trabajo y la eficiencia organizacional, lo que demuestra que la salud y la productividad no son mutuamente excluyentes.

## Estrés laboral
El estrés laboral es producido por la presión que genera la carga de trabajo o el ritmo laboral de una persona ya sea dentro de una empresa o trabajando por su cuenta. Este tipo de estrés puede generar un bajo rendimiento, influir negativamente en las relaciones interpersonales o incluso, en casos más graves, generas problemas de salud físicos o mentales peores. Actualmente, el estrés laboral es reconocido como problema que afecta a millones de personas y que altera a las comunidades donde el trabajo es muy exigente, también afecta a aquellos que no están física, mental o emocional fuertes más allá del nivel de vida que lleven. No obstante, no hay que confundir el estrés laboral con el síndrome Burnout ya que este es provocado por un desgaste profesional relacionado con el desgaste emocional principalmente en profesionales que se dedican a tratar con personas, en especial el campo de los profesionales de la salud. 
El estrés laboral aparece como respuesta a estímulos potencialmente estresantes como pueden ser una carga de trabajo excesiva o un horario de trabajo por turnos. 

### Estrés por trabajo a turnos
El trabajo por turnos conlleva cambios en la vida personal y social, generando riesgos psicosociales debido a la adaptación. Aspectos importantes incluyen limitaciones en la interacción familiar y social, pernoctar en lugares con condiciones no habituales, convivir con personas de distintas culturas, restricciones en alimentación y esparcimiento, exposición a riesgos públicos y menor capacidad de reacción ante emergencias familiares. Otra que cabe destacar que al trabajar en turnos nocturnos se altera el reloj biológico.
El trabajador puede experimentar alteraciones del sueño y falta de descanso, lo cual puede originar fatiga crónica, estrés crónico, síndrome de Burnout o en los casos más graves, trastornos de ansiedad y depresión.
Los empleados que trabajan en turnos nocturnos pueden incrementar su consumo de café, tabaco u otras sustancias estimulantes para contrarrestar el cansancio y mantener su productividad en horas de baja energía. Sin embargo, este hábito puede provocar complicaciones en la salud física.
Por lo tanto, un especialista en Ergonomía y Psicología en la organización debe comprender las consecuencias del trabajo a turnos y analizar los mecanismos que producen los efectos fisiológicos, psicológicos y sociales.